# سیارک ۳۳۱۱
سیارک ۳۳۱۱ (به انگلیسی: 3311 Podobed، نامگذاری:1976QM1) سه هزار و سیصد و یازدهمین سیارک کشف شده‌است که در ۲۶ اوت ۱۹۷۶ کشف شد.
قدر مطلق سیارک برابر ۱۲٫۱۰ است.